# Liceo scientifico statale Giuseppe Peano

Il liceo scientifico statale Giuseppe Peano di Roma, si trova tra Fonte Meravigliosa e Roma 70 in un complesso ambientale che comprende l'area agricola dell'Istituto Tecnico Agrario “Giuseppe Garibaldi”,  l'Istituto Nazionale di Geofisica e Vulcanologia (INGV), il Liceo Scientifico Statale "Primo Levi" e l'Istituto d'Istruzione Superiore "De Pinedo - Colonna" (indirizzo Aeronautico).

## Storia
Nasce nel 1968 come liceo tradizionale ma già dagli anni ’70 inizia un percorso di sperimentazione, con indirizzi diversi, quali il tecnologico, linguistico, piano nazionale informatica (PNI) e scientifico autonomia. 
Dopo la riforma del 2010 le opzioni relative ai licei, portate avanti nel tempo con la sperimentazione, hanno dato esiti positivi per cui al Liceo sono stati attribuiti poi formalmente gli indirizzi di "Liceo scientifico per le scienze applicate" (già tecnologico) e "Liceo linguistico", oltre all'indirizzo scientifico tradizionale.